# ۸۳ (پیش از میلاد)
۸۳ (پیش از میلاد) ۸۳مین سال قبل از تقویم میلادی است.